# Список слов'янських племен

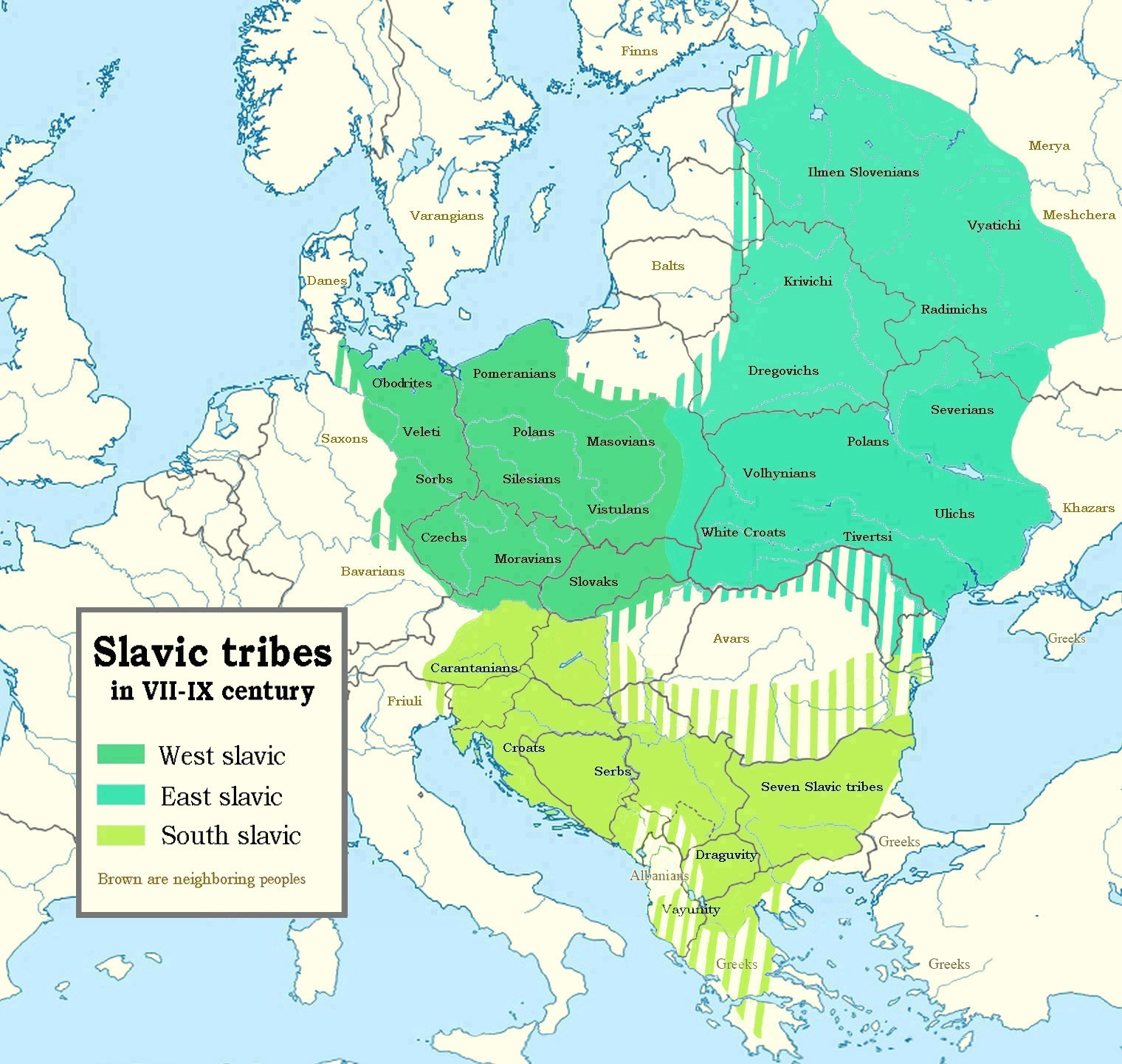
Слов'янські племена у VII—IX століттях

Список слов'янських племен — список племен слов'ян, що сформувалися в ранні періоди їх історії, тобто до створення та в перші століття існування перших слов'янських держав.

## Класифікація

### Східнослов'янські племена
| - Волиняни - Черв'яни - Древляни - Поляни - Дреговичі | - Бужани - Білі хорвати - Тиверці - Уличі - Болохівці | - Сіверяни - Донські слов'яни | - Кривичі - Полочани - Псковські кривичі - Тверські кривичі - Смоленські кривичі - Ільменські словени | - Радимичі - В'ятичі |

### Західнослов'янські племена
| - Гопляни - Лендзяни - Любушани - Мазовшани - Західні поляни - Серадзяни - Вісляни - Куяви | - Кашуби - Пижичани - Волиняни - Словинці | Полабські слов'яни Лютичі Брежани Черезпеняни Хижани Доленчани Дошани Моричани Нелетичі Руяни Ратари Речани Спревяни Гавеляни Украни Замчичі Земчичі Ободрити Бутинці Древани Глиняни Бодричі Смолинці Вагри Варни Полаби Лужичани Худичі Далемінці Коледичі Лужичани Мільчани Сусільці Жирмунти Житичі Нелетичі Ніжичі Нішани Серби | - Дечани - Дуліби - Ганаки - Злічани - Літомеричі - Лучани - Моравани - Ходи |

### Південнослов'янські племена
| - Союз семи слов'янських племен - Сіверці - Смоляни - Струм'яни - Верзити - Драговіти | - Езерити - Мілінги - Сагудати - Ваюніти - Велегезіти - Рінхини | - Хорутани - Гачани - Браничевці - Моравани - Ободрити | - Білі серби - Неретвяни - Захлумляни - Тревуняни - Конавляни - Дукляни - Тимочани |